# Sumisión (película)
Sumisión (título original Submission, Part 1) es un cortometraje del director holandés Theo van Gogh (1957–2004), realizado a partir del guion de la escritora Ayaan Hirsi Ali, entonces diputada liberal-demócrata de origen somalí del parlamento holandés. La película tiene una duración de 10 minutos y fue estrenada el 29 de agosto de 2004 en la televisión pública holandesa (VPRO). 
El título del filme es una traducción directa de la palabra musulmán (que significa: "el que se somete"). Se trata de una serie de breves monólogos de una mujer musulmana y devota (cubierta de los pies a la cabeza con unas ropas negras transparentes) que, mirando a la cámara con expresión suplicante, relata su experiencia cotidiana, sometida la sumisión y al maltrato físico de varones musulmanes, incluido el relato de la violación por parte de su tío con la anuencia de sus padres. Mientras trascurre el monólogo, van apareciendo cuerpos de mujeres golpeados y tatuados con aleyas (versículos) del Corán (libro sagrado de los musulmanes), como metáfora del impacto físico que la doctrina islámica supone para las mujeres.
Muchos musulmanes percibieron esta denuncia del maltrato de las mujeres musulmanas como un insulto al islam. Pero, incluso gente que compartía las preocupaciones de Hirsi Ali, dudaron de la eficacia del filme en la medida que polarizaría las posiciones. Hirsi Ali, como guionista, sufrió amenazas diversas y los embajadores de Arabia Saudí, Malasia, Sudán y Pakistán solicitaron que se la expulsase del Partido Popular por la Libertad y la Democracia al que pertenecía. El líder de este respondió que Hirsi Ali hablaba únicamente en su nombre y no en el del partido.

## Asesinato del director
El 2 de noviembre de 2004, tan solo unas semanas después de que la televisión retransmitiese el documental, su director, Theo Van Gogh, fue asesinado en una calle de Ámsterdam por un islamista radical quien, en una nota clavada en el pecho del cadáver, dejó también graves amenazas contra Hirsi Ali, estableciendo claramente la relación entre el documental y el crimen. Este hecho luctuoso otorgó fama internacional al film, que fue exhibido en algunas otras televisiones europeas.

## Autocensura
Sin embargo, en febrero de 2005 fue suspendida la proyección de Sumisión que estaba prevista para el Festival Internacional de Cine de Róterdam, que estaba dedicado precisamente a películas censuradas. El productor del festival, Gijs van de Wastekalen, declaró lo siguiente al respecto: «¿Significa esto [la retirada del corto] que estoy cediendo ante la presión del terror? Sí. Pero yo no soy un político o un policía antiterrorismo: soy un productor cinematográfico».